# Nationaal park Brecon Beacons
Het Nationaal park Brecon Beacons (Engels: Brecon Beacons National Park/ Welsh: Parc Cenedlaethol Bannau Brycheiniog) (sinds 2023 is de enige officiële naam Bannau Brycheiniog) is een nationaal park in Wales direct ten zuiden van Brecon. Het werd gesticht in 1957 en heeft een omvang van ongeveer 1344 km². Het park omvat de heuvels en lage bergen van de Brecon Beacons/Bannau Brycheiniog, de  Black Mountains/Y Mynyddoedd Duon, de Great Forest/Fforest Fawr en de Black Mountain/Y Mynydd Du. 
Onder de bezienswaardige gebouwen in dit gebied bevindt zich Carreg Cennen Castle ten oosten van Trap.

## Afbeeldingen

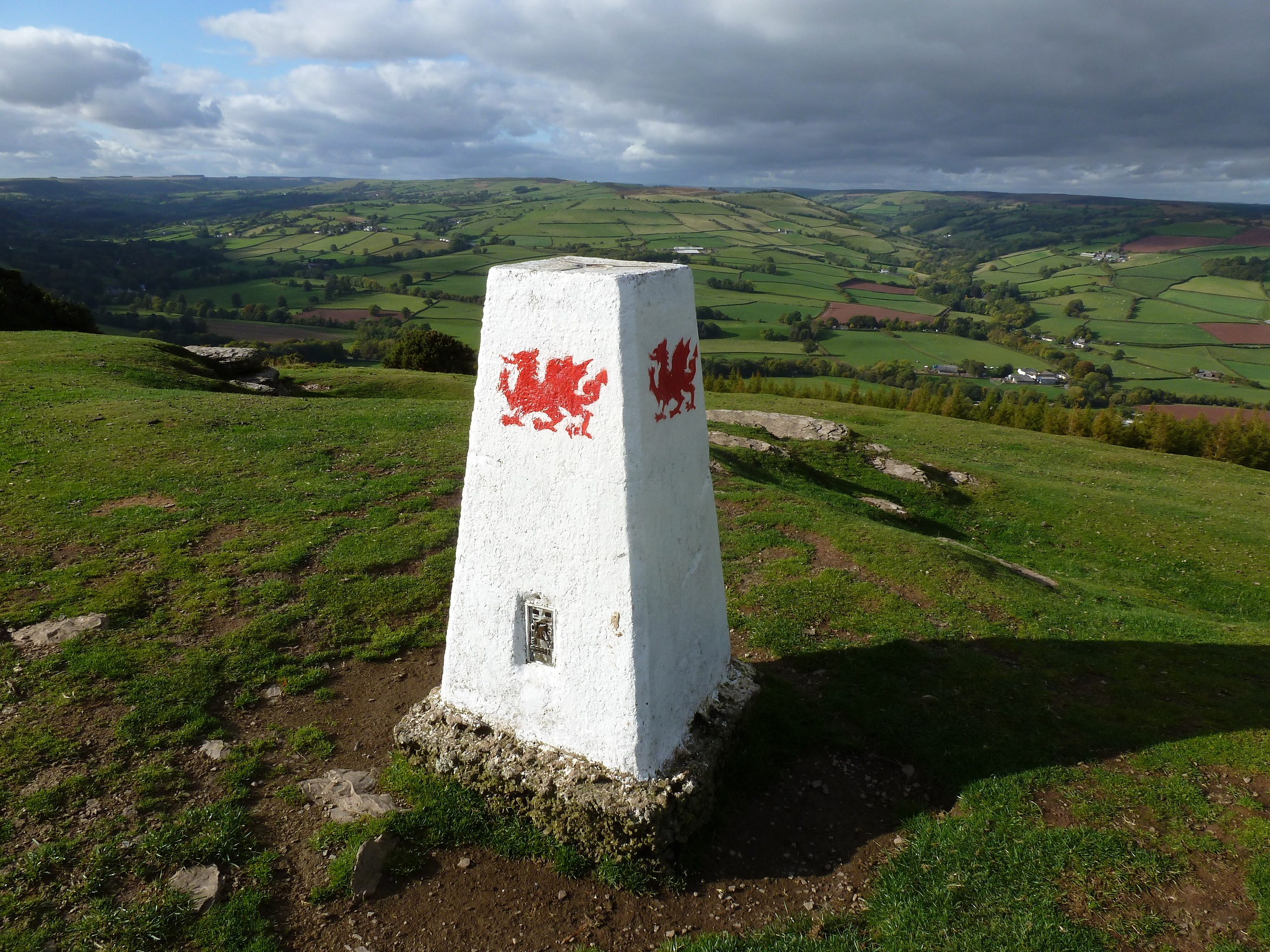
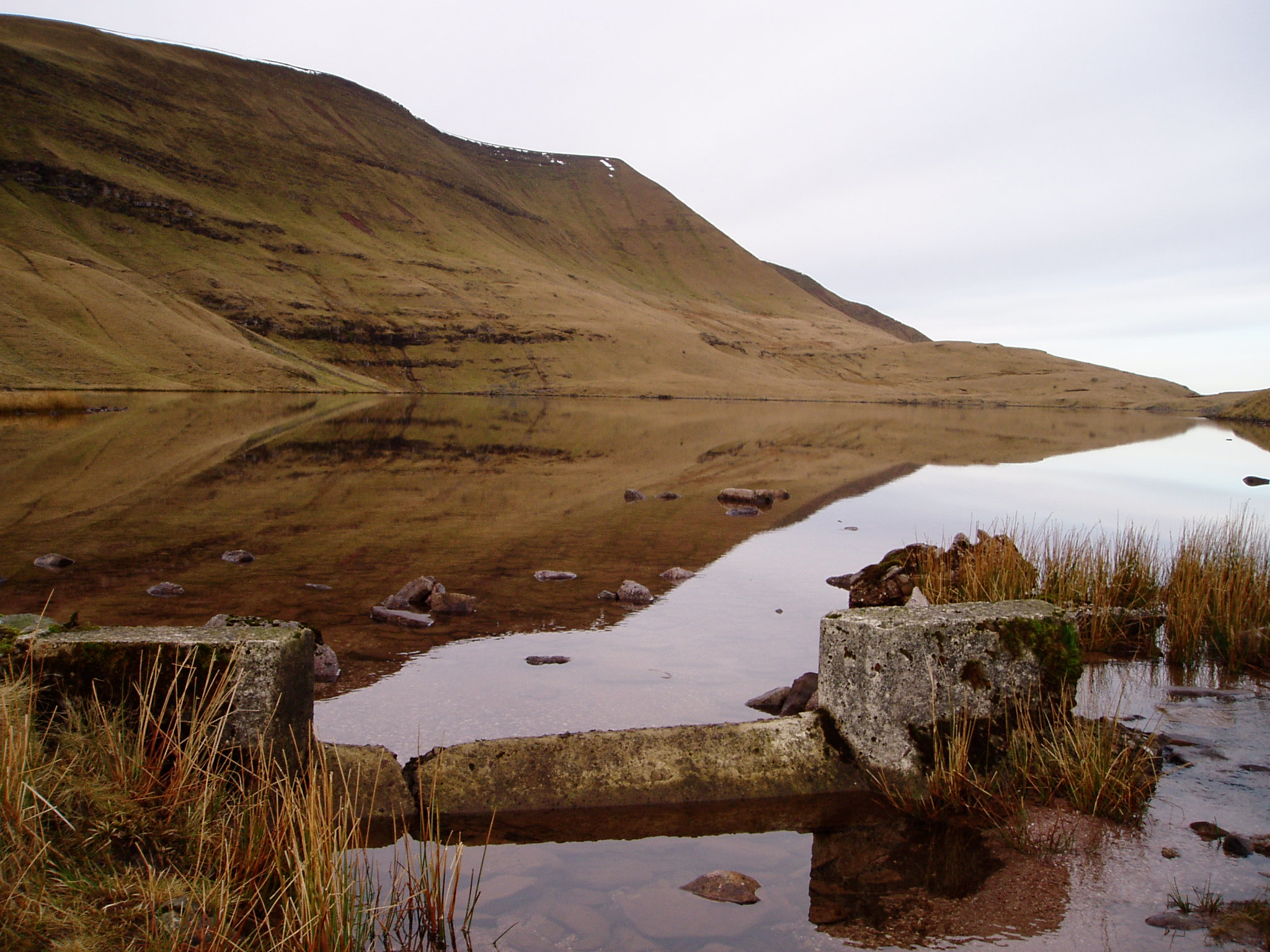
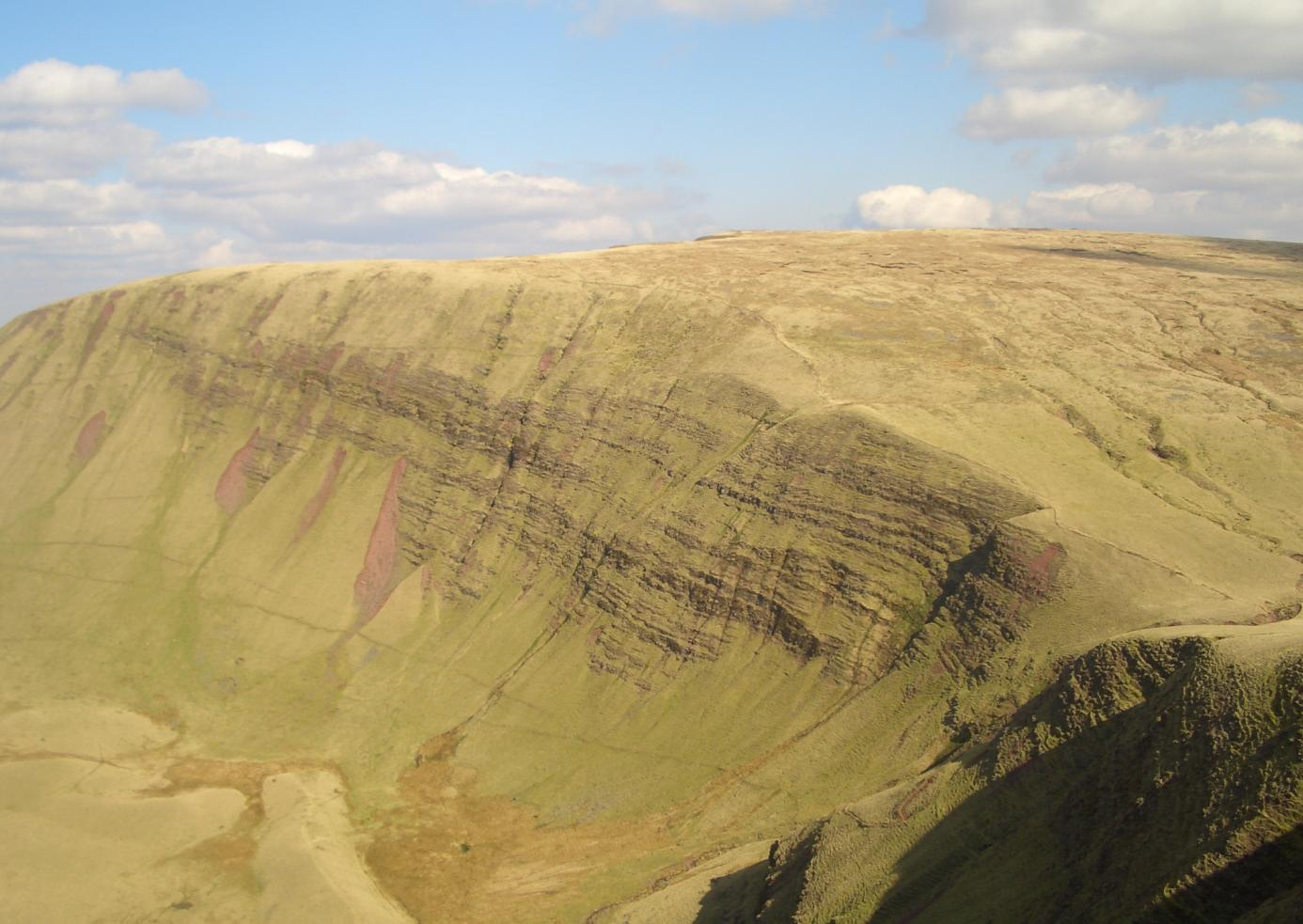
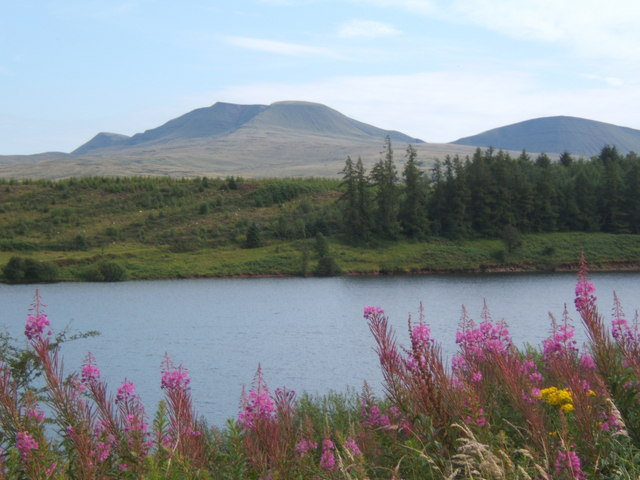
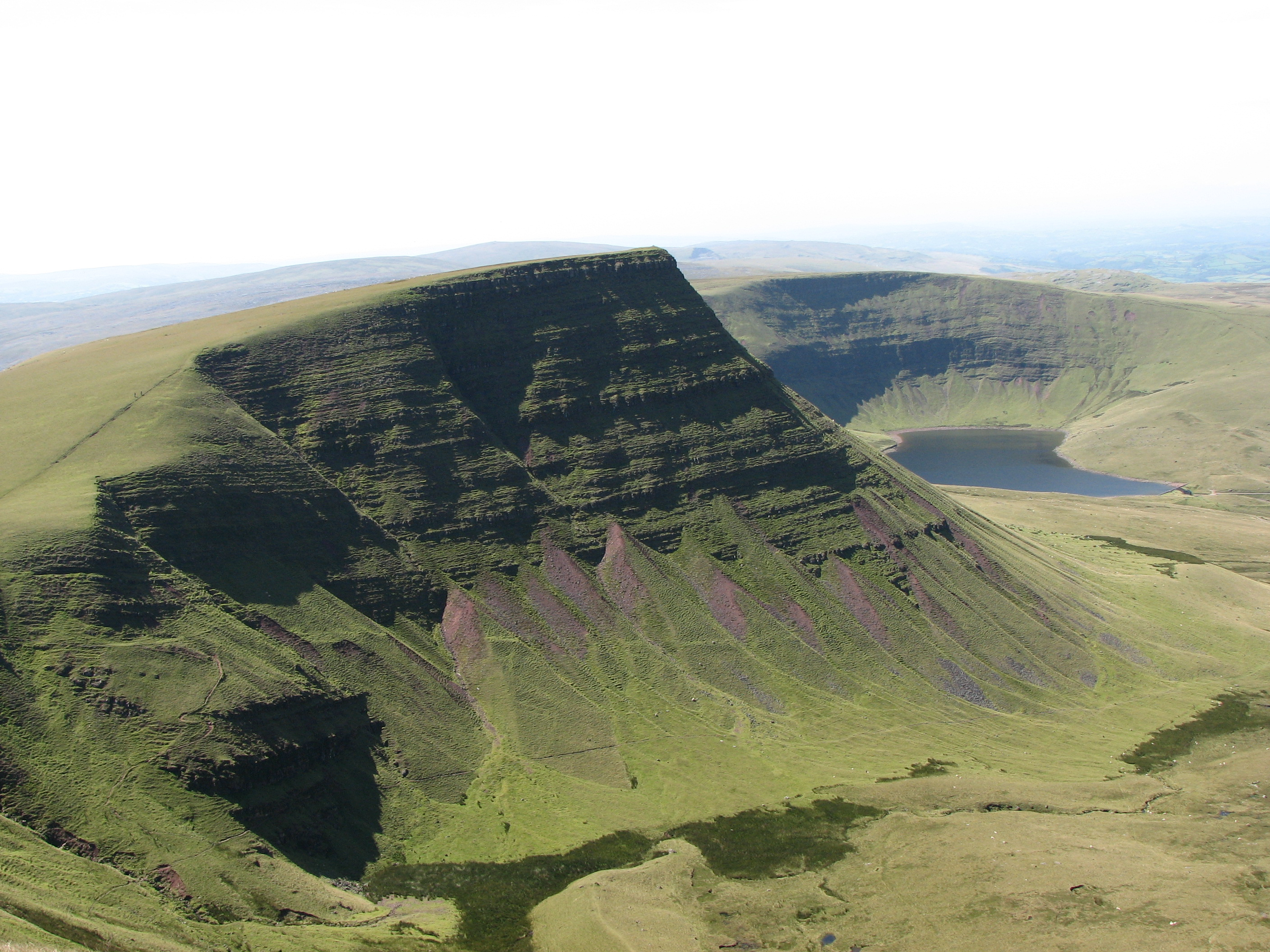
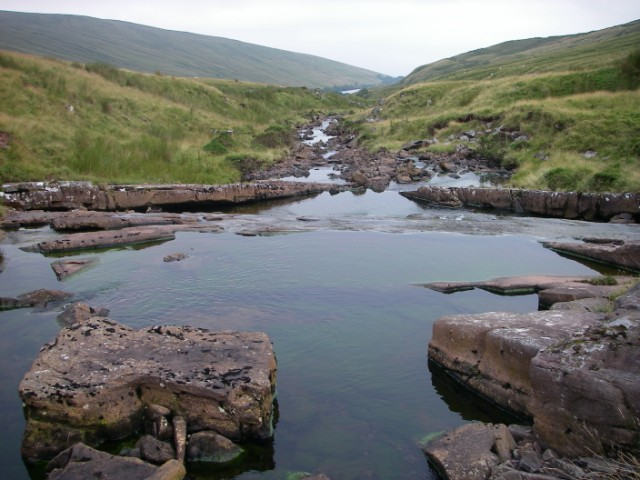
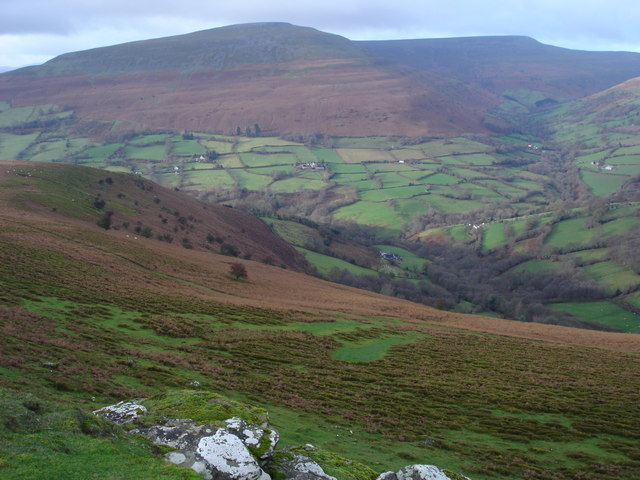
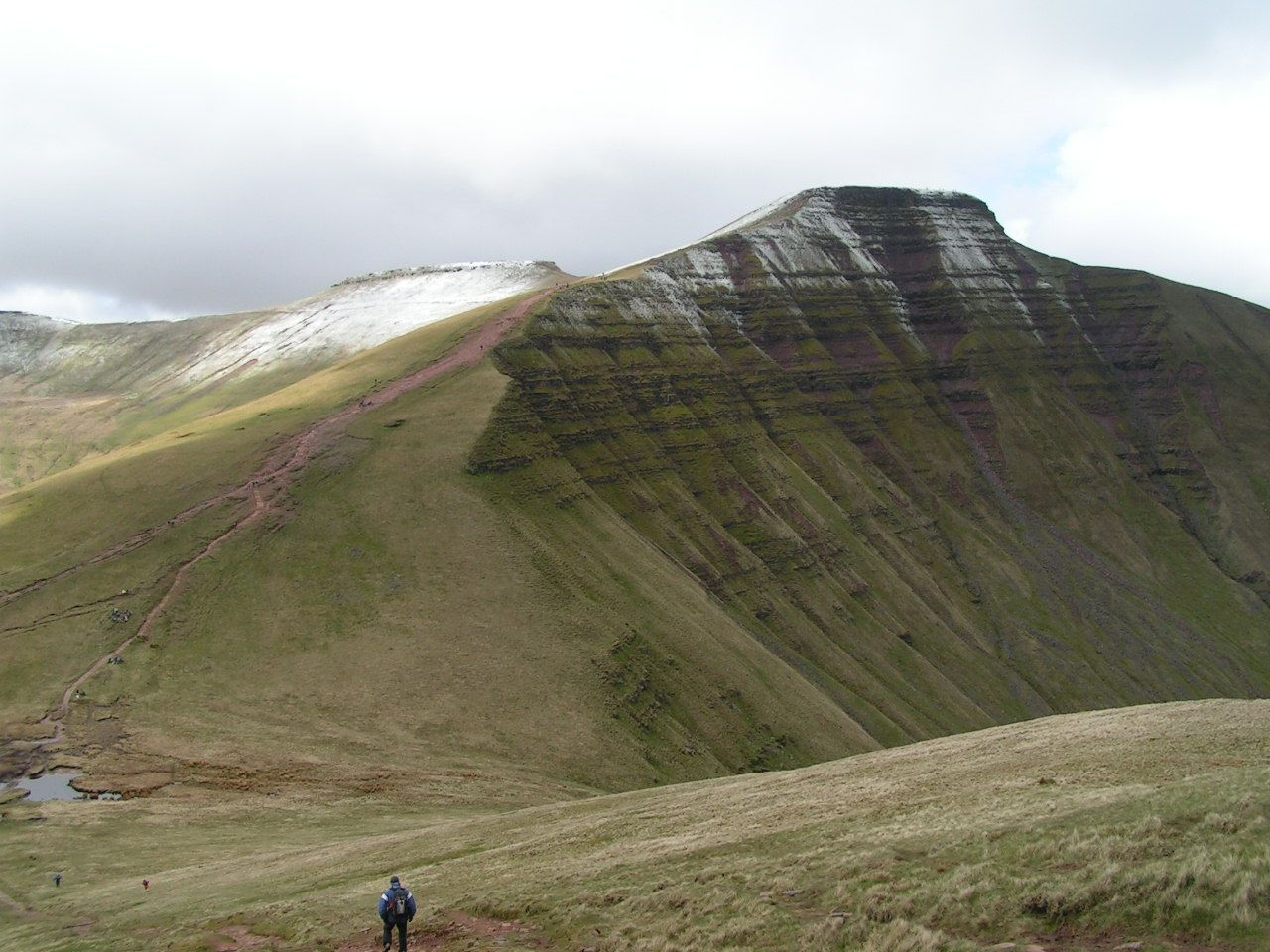
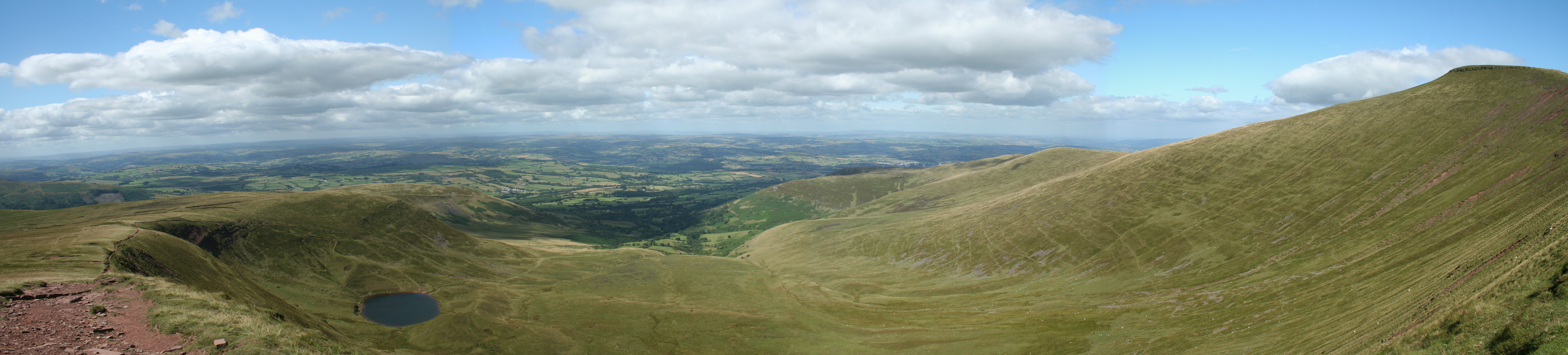